# スーパーリーグ・バスケットボール
スーパーリーグ・バスケットボール（英語: Super League Basketball、略称: SLB）は、イギリスの男子プロバスケットボールリーグである。それまで行われていたブリティッシュ・バスケットボール・リーグ（BBL）に代わり2024年に創設された。

## 歴史
1987年よりBBLがイギリス国内における男子バスケットボールのトップリーグとして行われてきたが、2024年に運営団体であったバスケットボール・リーグ・リミテッド（BLL）が財政難に陥った。
そのため、英国バスケットボール連盟（BBF）はBLLのリーグ運営権を停止。同日にBBLに参加していたチームのコンソーシアムにより新たなリーグ運営団体としてプレミア・バスケットボール・リミテッドが発足され、BBFからBLLに代わり3年間のリーグ運営権を獲得した。
8月2日、リーグ名となるスーパーリーグ・バスケットボールが発表された。

## チーム
| チーム                           | ホームタウン           | アリーナ                   | 収容人数 | 設立年 |
| -------------------------------- | ---------------------- | -------------------------- | -------- | ------ |
| ブリストル・フライヤーズ         | ブリストル             | SGS College Arena          | 750      | 2006   |
| カレドニア・グラディエーターズ   | イースト・キルブライド | Playsport Arena            | 1,800    | 1998   |
| チェシャー・フェニックス         | エレスメア・ポート     | Cheshire Oaks Arena        | 1,400    | 1984   |
| レスター・ライダーズ             | レスター               | レスター・アリーナ         | 2,400    | 1967   |
| ロンドン・ライオンズ             | ロンドン               | カッパー・ボックス         | 6,000    | 1977   |
| マンチェスター・バスケットボール | マンチェスター         | National Basketball Centre | 2,000    | 2024   |
| ニューカッスル・イーグルス       | ニューカッスル         | Vertu Motors Arena         | 2,800    | 1976   |
| シェフィールド・シャークス       | シェフィールド         | Canon Medical Arena        | 2,500    | 1991   |
| サリー・エイティナイナーズ       | ギルフォード           | Surrey Sports Park         | 970      | 2024   |